# Distretto di İlkadım
Il distretto di İlkadım (in turco İlkadım ilçesi) è uno dei distretti della provincia di Samsun, in Turchia.